# Morti nel 2003/Senza giorno specificato
| Questa pagina contiene informazioni ricavate automaticamente dalle voci biografiche con l'ausilio del template Bio e di un bot. L'aggiornamento è periodico e automatico e ricostruisce completamente la pagina. Se manca una persona in questa lista, sei pregato di non aggiungerla, ma accertati piuttosto che la sua voce biografica contenga il template Bio e che i dati anagrafici siano correttamente compilati. Se il template Bio manca, inseriscilo tu stesso o, in alternativa, metti l'avviso {{tmp\|Bio}} che ne segnala la mancanza. Se i dati riportati sono sbagliati, correggi direttamente la voce biografica; le modifiche saranno visibili in questa lista entro pochi giorni. Per chiarimenti vedi il progetto biografie. La lista contiene solo le 54 persone che sono citate nell'enciclopedia e per le quali è stato implementato correttamente il template Bio. Pagina aggiornata al 26 giu 2025. |

- Gianni Aiolfi, rugbista a 15 italiano (n. 1927)
- Michele Alboreto, scrittore, calciatore e allenatore di calcio italiano (n. 1904)
- Jusuf Alibali, giornalista e politico albanese (n. 1922)
- German Apuchtin, calciatore sovietico (n. 1936)
- Maurice Ascalon, scultore e designer israeliano (n. 1913)
- Massimo Baldelli, ceramista italiano (n. 1935)
- Franco Balli, avvocato e giurista italiano (n. 1944)
- Riccardo Bianchini, compositore italiano (n. 1946)
- Sid Bidewell, allenatore di calcio e calciatore inglese (n. 1918)
- Christian Boussus, tennista francese (n. 1908)
- Adelchi Brach, allenatore di calcio e calciatore italiano (n. 1928)
- Juan Camous, schermidore venezuelano (n. 1929)
- Claudino Castro, pallanuotista brasiliano (n. 1926)
- Remo Costa, calciatore italiano (n. 1914)
- Primo Cresta, partigiano italiano (n. 1922)
- Luigina De Grandis, pittrice, incisore e scrittrice italiana (n. 1923)
- René Demanck, cestista belga (n. 1912)
- Dzeliwe dello Swaziland, regina swati (n. 1927)
- Evasio Ferretti, aviatore e ufficiale italiano (n. 1921)
- Mohamed Geisa, sollevatore egiziano (n. 1913)
- Riccardo Ghione, sceneggiatore, regista e produttore cinematografico italiano (n. 1922)
- Renato Giudici, calciatore italiano (n. 1922)
- Gonni, pittore, grafico e giornalista italiano (n. 1911)
- James Gregory, scrittore sudafricano (n. 1941)
- Friedrich-Paul von Groszheim, tedesco (n. 1906)
- Sharli Hamidu, calciatore egiziano (n. 1907)
- Jan Hrábek, direttore d'orchestra, arrangiatore e compositore ceco (n. 1945)
- Vasile Iorga, lottatore rumeno (n. 1945)
- Almerina Ipsevich, economista italiana (n. 1921)
- Johnny Johnson, calciatore inglese (n. 1921)
- Aldo Londi, scultore e ceramista italiano (n. 1911)
- Armando Longhi, calciatore italiano (n. 1917)
- Fioravanti Marullo, calciatore argentino (n. 1911)
- Elisa Massai, giornalista italiana (n. 1918)
- Helena Mázlová, cestista cecoslovacca (n. 1929)
- Bill McIver, cantante statunitense (n. 1942)
- Giovanni Melodia, italiano (n. 1915)
- Umberto Mezzana, artista italiano (n. 1933)
- Vincenzo Minciacchi, presbitero italiano (n. 1910)
- Franco Mosca, illustratore e pittore italiano (n. 1910)
- Aldo Neri, pittore italiano (n. 1911)
- Camillo Pabis Ticci, giocatore di bridge italiano (n. 1920)
- Nello Pacchietto, pittore italiano (n. 1922)
- Vasile Popescu, cestista e allenatore di pallacanestro romeno (n. 1925)
- Pierre Prévost, giornalista, biografo e saggista francese (n. 1912)
- Augusto Rima, ingegnere e politico svizzero (n. 1916)
- Anna Riva, scrittrice e imprenditrice statunitense (n. 1922)
- Vittorio Sainati, filosofo italiano (n. 1926)
- Guido Somaré, pittore, gallerista e illustratore italiano (n. 1923)
- Viliano Tarabella, scultore italiano (n. 1937)
- Pino Tosini, regista e sceneggiatore italiano (n. 1924)
- Misa Uehara, attrice giapponese (n. 1937)
- Italo Valent, filosofo e storico della filosofia italiano (n. 1944)
- James Yap, cestista taiwanese (n. 1933)